# Zmiany składu Sejmu Rzeczypospolitej Polskiej X kadencji względem IX kadencji
W poniższych tabelach zawarto porównanie składu Sejmu Rzeczypospolitej Polskiej IX kadencji (2019–2023) oraz składu sejmu X kadencji (od 2023).
W kontekście posłów sejmu IX kadencji, podsumowanie zmian składu wygląda następująco:
- 96 posłów kandydowało do sejmu X kadencji, lecz nie uzyskało reelekcji;
- 36 posłów nie brało udziału w wyborach;
- 11 posłów kandydowało w wyborach do Senatu;
- 9 posłów zrezygnowało z mandatów poselskich (w wyniku m.in. uzyskania stanowisk w Narodowym Banku Polskim lub w Radzie Polityki Pieniężnej, tym samym nie mogli oni ubiegać się o reelekcję w 2023 r.)
- 4 posłów zmarło w trakcie trwania IX kadencji.

## Posłowie IX kadencji, którzy nie zostali posłami w X kadencji

### Prawo i Sprawiedliwość
| Imię i nazwisko posła    | powód braku reelekcji w 2023 |
| ------------------------ | --- |
| Zbigniew Babalski        | nie startował w wyborach |
| Mieczysław Baszko        | nie uzyskał reelekcji |
| Dariusz Bąk              | nie uzyskał reelekcji |
| Jerzy Bielecki           | w 2021 r. zrzekł się mandatu |
| Tadeusz Cymański         | nie uzyskał reelekcji |
| Przemysław Czarnecki     | nie uzyskał reelekcji |
| Leszek Dobrzyński        | nie uzyskał reelekcji |
| Jan Duda                 | nie startował w wyborach |
| Marcin Duszek            | nie startował w wyborach |
| Barbara Dziuk            | nie uzyskała reelekcji |
| Jadwiga Emilewicz        | nie uzyskała reelekcji |
| Ewa Filipiak             | nie startowała w wyborach |
| Leszek Galemba           | startował w wyborach do Senatu |
| Adam Gawęda              | nie startował w wyborach |
| Jarosław Gowin           | nie startował w wyborach |
| Zbigniew Girzyński       | nie uzyskał reelekcji |
| Teresa Glenc             | nie uzyskała reelekcji |
| Krzysztof Głuchowski     | nie uzyskał reelekcji |
| Jarosław Gonciarz        | nie uzyskał reelekcji |
| Maciej Górski            | startował w wyborach do Senatu |
| Teresa Hałas             | nie startowała w wyborach |
| Michał Jach              | nie uzyskał reelekcji |
| Wiesław Janczyk          | w 2022 r. wybrany na członka RPP |
| Małgorzata Janowska      | startowała w wyborach do Senatu |
| Lech Kołakowski          | nie startował w wyborach |
| Wojciech Kossakowski     | nie uzyskał reelekcji |
| Leszek Kowalczyk         | nie uzyskał reelekcji |
| Ewa Kozanecka            | nie uzyskała reelekcji |
| Krzysztof Kozik          | nie uzyskał reelekcji |
| Jarosław Krajewski       | nie uzyskał reelekcji |
| Marta Kubiak             | nie startowała w wyborach |
| Iwona Kurowska           | nie uzyskała reelekcji |
| Jacek Kurzępa            | nie uzyskał reelekcji |
| Marek Kwitek             | nie uzyskał reelekcji |
| Tomasz Latos             | nie startował w wyborach |
| Adam Lipiński            | powołanie na członka Zarządu i Wiceprezesa Narodowego Banku Polskiego                                                                                                |
| Paweł Lisiecki           | nie uzyskał reelekcji |
| Aleksandra Łapiak        | nie startowała w wyborach |
| Jerzy Małecki            | nie uzyskał reelekcji |
| Tomasz Ławniczak         | nie uzyskał reelekcji |
| Wojciech Maksymowicz     | nie startował w wyborach |
| Gabriela Masłowska       | w 2022 r. wybrana na członka RPP |
| Beata Mateusiak-Pielucha | nie startowała w wyborach |
| Kazimierz Matuszny       | nie uzyskał reelekcji |
| Kazimierz Moskal         | nie startował w wyborach |
| Wojciech Murdzek         | nie startował w wyborach |
| Danuta Nowicka           | nie uzyskała reelekcji |
| Waldemar Olejniczak      | nie uzyskał reelekcji |
| Dariusz Olszewski        | nie uzyskał reelekcji |
| Adam Ołdakowski          | nie uzyskał reelekcji |
| Marek Opioła             | w 2019 r. został powołany na Wiceprezesa NIK; w lutym 2021 r. zrezygnował z ww. stanowiska w związku z otrzymaniem członkostwa w Europejskim Trybunale Obrachunkowym |
| Anna Paluch              | nie uzyskała reelekcji |
| Jerzy Paul               | nie uzyskał reelekcji |
| Monika Pawłowska         | nie uzyskała reelekcji |
| Elżbieta Płonka          | nie uzyskała reelekcji |
| Marek Polak              | nie uzyskał reelekcji |
| Violetta Porowska        | nie uzyskała reelekcji |
| Rafał Romanowski         | nie uzyskał reelekcji |
| Tomasz Rzymkowski        | nie uzyskał reelekcji |
| Piotr Sak                | nie uzyskał reelekcji |
| Zdzisław Sipiera         | nie uzyskał reelekcji |
| Andrzej Sośnierz         | nie uzyskał reelekcji |
| Beata Strzałka           | nie uzyskała reelekcji |
| Andrzej Szlachta         | nie uzyskał reelekcji |
| Krzysztof Szulowski      | nie uzyskał reelekcji |
| Łukasz Szumowski         | zrzekł się mandatu w 2022 r. |
| Ewa Szymańska            | nie uzyskała reelekcji |
| Janusz Śniadek           | nie startował w wyborach |
| Adam Śnieżek             | nie uzyskał reelekcji |
| Dominik Tarczyński       | objęcie dodatkowego mandatu posła do Parlamentu Europejskiego |
| Włodzimierz Tomaszewski  | nie uzyskał reelekcji |
| Mariusz Trepka           | nie uzyskał reelekcji |
| Teresa Wargocka          | nie startowała w wyborach |
| Piotr Wawrzyk            | nie startował w wyborach |
| Jerzy Wilk               | zmarł w 2021 r. |
| Grzegorz Wojciechowski   | nie uzyskał reelekcji |
| Marek Zagórski           | zrzekł się mandatu w 2023 r. i objął stanowisko prezesa zarządu Krajowej Grupy Spożywczej                                                                            |
| Elżbieta Zielińska       | nie uzyskała reelekcji |
| Jacek Żalek              | nie startował w wyborach |

źródła:
- PKW PiS
- lista kandydatów do senatu

### Koalicja Obywatelska
| Imię i nazwisko posła         | powód braku reelekcji w 2023                                                                         |
| ----------------------------- | --- |
| Zbigniew Ajchler              | nie uzyskał reelekcji                                                                                |
| Tomasz Aniśko                 | nie startował w wyborach                                                                             |
| Tadeusz Aziewicz              | nie uzyskał reelekcji                                                                                |
| Jerzy Borowczak               | nie uzyskał reelekcji                                                                                |
| Małgorzata Chmiel             | nie uzyskała reelekcji                                                                               |
| Adam Cyrański                 | nie startował w wyborach                                                                             |
| Eugeniusz Czykwin             | nie uzyskał reelekcji                                                                                |
| Waldy Dzikowski               | startował w wyborach do Senatu                                                                       |
| Joanna Fabisiak               | nie uzyskała reelekcji                                                                               |
| Hanna Gill-Piątek             | nie uzyskała reelekcji                                                                               |
| Cezary Grabarczyk             | nie uzyskał reelekcji                                                                                |
| Rafał Grupiński               | startował w wyborach do Senatu                                                                       |
| Riad Haidar                   | zmarł w 2023 r.                                                                                      |
| Jerzy Hardie-Douglas          | nie startował w wyborach                                                                             |
| Joanna Jaśkowiak              | nie startowała w wyborach                                                                            |
| Małgorzata Kidawa-Błońska     | startowała w wyborach do Senatu                                                                      |
| Tomasz Lenz                   | startował w wyborach do Senatu                                                                       |
| Magdalena Łośko               | nie uzyskała reelekcji                                                                               |
| Krzysztof Mieszkowski         | nie uzyskał reelekcji                                                                                |
| Killion Munyama               | w 2021 r. zrzekł się mandatu w związku z podjęciem pracy w Europejskiej Służbie Działań Zewnętrznych |
| Sławomir Neumann              | nie startował w wyborach                                                                             |
| Tomasz Olichwer               | nie uzyskał reelekcji                                                                                |
| Krzysztof Piątkowski          | nie uzyskał reelekcji                                                                                |
| Sławomir Piechota             | nie startował w wyborach                                                                             |
| Paweł Poncyljusz              | nie uzyskał reelekcji                                                                                |
| Dariusz Rosati                | nie startował w wyborach                                                                             |
| Grzegorz Schetyna             | startował w wyborach do Senatu                                                                       |
| Bogusław Sonik                | nie startował w wyborach                                                                             |
| Paweł Szramka                 | nie uzyskał reelekcji                                                                                |
| Iwona Śledzińska-Katarasińska | nie uzyskała reelekcji                                                                               |
| Robert Tyszkiewicz            | nie uzyskał reelekcji                                                                                |
| Anna Wasilewska               | zmarła w 2021 r.                                                                                     |
| Ryszard Wilczyński            | nie uzyskał reelekcji                                                                                |
| Michał Wypij                  | nie uzyskał reelekcji                                                                                |
| Piotr Zientarski              | nie uzyskał reelekcji                                                                                |
| Tadeusz Zwiefka               | nie startował w wyborach                                                                             |
| Stanisław Żmijan              | nie uzyskał reelekcji                                                                                |

źródło: PKW Koalicja Obywatelska

### Lewica
| Imię i nazwisko posła          | powód braku reelekcji w 2023    |
| ------------------------------ | ------------------------------- |
| Rafał Adamczyk                 | nie uzyskał reelekcji           |
| Romuald Ajchler                | nie startował w wyborach        |
| Magdalena Biejat               | startowała w wyborach do Senatu |
| Wiesław Buż                    | nie uzyskał reelekcji           |
| Marek Dyduch                   | nie uzyskał reelekcji           |
| Monika Falej                   | nie uzyskała reelekcji          |
| Maciej Gdula                   | nie uzyskał reelekcji           |
| Arkadiusz Iwaniak              | nie uzyskał reelekcji           |
| Przemysław Koperski            | nie uzyskał reelekcji           |
| Maciej Kopiec                  | startował w wyborach do Senatu  |
| Katarzyna Kretkowska           | nie uzyskała reelekcji          |
| Paweł Krutul                   | nie uzyskał reelekcji           |
| Robert Kwiatkowski             | nie startował w wyborach        |
| Beata Maciejewska              | nie startowała w wyborach       |
| Robert Obaz                    | nie uzyskał reelekcji           |
| Małgorzata Prokop-Paczkowska   | nie uzyskała reelekcji          |
| Andrzej Rozenek                | nie uzyskał reelekcji           |
| Marek Rutka                    | nie uzyskał reelekcji           |
| Małgorzata Sekuła-Szmajdzińska | startowała w wyborach do Senatu |
| Joanna Senyszyn                | nie startował w wyborach        |
| Anita Sowińska                 | nie uzyskała reelekcji          |
| Jan Szopiński                  | nie uzyskał reelekcji           |
| Zdzisław Wolski                | nie uzyskał reelekcji           |
| Bogusław Wontor                | nie startował w wyborach        |

źródła: 
- PKW Lewica
- lista kandydatów do senatu

### Koalicja Polska
| Imię i nazwisko posła | powód braku reelekcji w 2023 |
| --------------------- | ---------------------------- |
| Stanisław Bukowiec    | nie uzyskał reelekcji        |
| Jolanta Fedak         | zmarła w 2020 r.             |
| Mieczysław Kasprzak   | nie startował w wyborach     |
| Dariusz Kurzawa       | nie uzyskał reelekcji        |
| Jan Łopata            | nie startował w wyborach     |
| Iwona Michałek        | nie uzyskała reelekcji       |
| Jacek Protasiewicz    | nie uzyskał reelekcji        |

źródło: PKW Trzecia Droga

### Konfederacja
| Imię i nazwisko posła | powód braku reelekcji w 2023 |
| --------------------- | ---------------------------- |
| Artur Dziambor        | nie uzyskał reelekcji        |
| Krystian Kamiński     | nie uzyskał reelekcji        |
| Janusz Korwin-Mikke   | nie uzyskał reelekcji        |
| Jakub Kulesza         | nie startował w wyborach     |
| Anna Siarkowska       | nie uzyskała reelekcji       |
| Dobromir Sośnierz     | nie uzyskał reelekcji        |
| Michał Urbaniak       | nie uzyskał reelekcji        |
| Robert Winnicki       | nie startował w wyborach     |

źródło: PKW Konfederacja

### Pozostałe komitety
| Imię i nazwisko posła | nazwa ugrupowania z IX kadencji                                            | powód braku reelekcji w 2023 |
| --------------------- | -------------------------------------------------------------------------- | ---------------------------- |
| Stanisław Żuk         | Koło Poselskie Kukiz’15 – Demokracja Bezpośrednia (wybrany z ramienia PSL) | nie uzyskał reelekcji        |
| Ryszard Galla         | poseł niezrzeszony (wybrany z ramienia KWW Mniejszość Niemiecka)           | nie uzyskał reelekcji        |

## Posłowie X kadencji, którzy nie zasiadali w sejmie IX kadencji

### Prawo i Sprawiedliwość
| Klub Parlamentarny Prawo i Sprawiedliwość | Klub Parlamentarny Prawo i Sprawiedliwość                                                                                   | Klub Parlamentarny Prawo i Sprawiedliwość                                                                            | Klub Parlamentarny Prawo i Sprawiedliwość |
| --- | --- | --- | --- |
| | | | |
| - Dorota Arciszewska-Mielewczyk - Jacek Bogucki - Zbigniew Bogucki - Artur Chojecki - Krzysztof Ciecióra - Janusz Cieszyński - Magdalena Filipek-Sobczak - Marcin Grabowski | - Paweł Jabłoński - Marek Jakubiak - Łukasz Kmita - Maria Koc - Mariusz Krystian - Zbigniew Kuźmiuk - Sebastian Łukaszewicz | - Dariusz Matecki - Łukasz Mejza - Michał Moskal - Szymon Pogoda - Marcin Przydacz - Marcin Romanowski - Paweł Sałek | - Olga Semeniuk-Patkowska - Krzysztof Szczucki - Paweł Szrot - Andrzej Śliwka - Jarosław Wieczorek - Teresa Wilk - Agnieszka Wojciechowska van Heukelom |

### Koalicja Obywatelska
| Klub Parlamentarny Koalicja Obywatelska – Platforma Obywatelska, Nowoczesna, Inicjatywa Polska, Zieloni | Klub Parlamentarny Koalicja Obywatelska – Platforma Obywatelska, Nowoczesna, Inicjatywa Polska, Zieloni | Klub Parlamentarny Koalicja Obywatelska – Platforma Obywatelska, Nowoczesna, Inicjatywa Polska, Zieloni | Klub Parlamentarny Koalicja Obywatelska – Platforma Obywatelska, Nowoczesna, Inicjatywa Polska, Zieloni |
| --- | --- | --- | --- |
| | | | |
| - Bartosz Arłukowicz - Sylwia Bielawska - Paweł Bliźniuk - Krzysztof Bojarski - Marcin Bosacki - Krzysztof Brejza - Marek Chmielewski - Alicja Chybicka - Andrzej Domański - Robert Dowhan - Patryk Gabriel - Artur Gierada - Roman Giertych - Włodzisław Giziński - Piotr Głowski | - Stanisław Gorczyca - Małgorzata Gromadzka - Marek Gzik - Krzysztof Habura - Łukasz Horbatowski - Patryk Jaskulski - Danuta Jazłowiecka - Marcin Józefaciuk - Piotr Kandyba - Jacek Karnowski - Iwona Karolewska - Katarzyna Kierzek-Koperska - Magdalena Kołodziejczak - Michał Kołodziejczak - Iwona Krawczyk | - Adam Krzemiński - Piotr Lachowicz - Stanisław Lamczyk - Alicja Łepkowska-Gołaś - Dorota Łoboda - Krystian Łuczak - Dorota Marek - Katarzyna Matusik-Lipiec - Jacek Niedźwiecki - Jolanta Niezgodzka - Lucjan Pietrzczyk - Elżbieta Polak - Renata Rak - Rafał Siemaszko - Weronika Smarduch | - Anna Sobolak - Paweł Suski - Henryk Szopiński - Łukasz Ściebiorowski - Apoloniusz Tajner - Donald Tusk - Robert Wardzała - Aleksandra Wiśniewska - Adrian Witczak - Przemysław Witek - Bogusław Wołoszański - Maciej Wróbel - Bartosz Zawieja - Bogdan Zdrojewski |

### Polska 2050
| Klub Parlamentarny Polska 2050 – Trzecia Droga                                                                                             | Klub Parlamentarny Polska 2050 – Trzecia Droga                                                                       | Klub Parlamentarny Polska 2050 – Trzecia Droga                                                                                | Klub Parlamentarny Polska 2050 – Trzecia Droga                                                   |
| --- | --- | --- | ------------------------------------------------------------------------------------------------ |
| | | |                                                                                                  |
| - Izabela Bodnar - Agnieszka Buczyńska - Elżbieta Burkiewicz - Żaneta Cwalina-Śliwowska - Sławomir Ćwik - Adam Gomoła - Piotr Górnikiewicz | - Szymon Hołownia - Rafał Kasprzyk - Michał Kobosko - Rafał Komarewicz - Aleksandra Leo - Adam Luboński - Maja Nowak | - Barbara Okuła - Barbara Oliwiecka - Łukasz Osmalak - Ryszard Petru - Norbert Pietrykowski - Bartosz Romowicz - Ewa Schädler | - Marcin Skonieczka - Piotr Strach - Ewa Szymanowska - Paweł Śliz - Wioleta Tomczak - Kamil Wnuk |

### Polskie Stronnictwo Ludowe – Trzecia Droga
| Klub Parlamentarny Polskie Stronnictwo Ludowe – Trzecia Droga | Klub Parlamentarny Polskie Stronnictwo Ludowe – Trzecia Droga | Klub Parlamentarny Polskie Stronnictwo Ludowe – Trzecia Droga | Klub Parlamentarny Polskie Stronnictwo Ludowe – Trzecia Droga |
| ------------------------------------------------------------- | ------------------------------------------------------------- | ------------------------------------------------------------- | ------------------------------------------------------------- |
|                                                               |                                                               |                                                               |                                                               |
| - Adam Dziedzic - Krzysztof Hetman - Henryk Kiepura           | - Agnieszka Kłopotek - Mirosław Orliński - Michał Pyrzyk      | - Wiesław Różyński - Tadeusz Samborski - Zbigniew Sosnowski   | - Stanisław Tomczyszyn - Jolanta Zięba-Gzik                   |

### Konfederacja
| Klub Parlamentarny Konfederacja                                    | Klub Parlamentarny Konfederacja                         | Klub Parlamentarny Konfederacja                         | Klub Parlamentarny Konfederacja                         |
| ------------------------------------------------------------------ | ------------------------------------------------------- | ------------------------------------------------------- | ------------------------------------------------------- |
|                                                                    |                                                         |                                                         |                                                         |
| - Karina Bosak - Bronisław Foltyn - Roman Fritz - Sławomir Mentzen | - Krzysztof Mulawa - Bartłomiej Pejo - Grzegorz Płaczek | - Włodzimierz Skalik - Witold Tumanowicz - Michał Wawer | - Ryszard Wilk - Przemysław Wipler - Andrzej Zapałowski |

### Lewica
| Koalicyjny Klub Parlamentarny Lewicy | Koalicyjny Klub Parlamentarny Lewicy | Koalicyjny Klub Parlamentarny Lewicy | Koalicyjny Klub Parlamentarny Lewicy |
| ------------------------------------ | ------------------------------------ | ------------------------------------ | ------------------------------------ |
|                                      |                                      |                                      |                                      |
| - Łukasz Litewka                     | - Dorota Olko                        | - Arkadiusz Sikora                   | - Joanna Wicha                       |

### Wolni Republikanie
| Koło Poselskie Wolni Republikanie      | Koło Poselskie Wolni Republikanie | Koło Poselskie Wolni Republikanie | Koło Poselskie Wolni Republikanie |
| -------------------------------------- | --------------------------------- | --------------------------------- | --------------------------------- |
|                                        |                                   |                                   |                                   |
| - Marek Jakubiak (wybrany z listy PiS) |                                   |                                   |                                   |